# Огнян Георгиев (художник)
Огнян Георгиев е български художник, пейзажист и маринист. Творчеството му акцентира главно върху природни и морски пейзажи на българското Черноморие.

## Биография
Огнян Георгиев е роден на 6 декември 1962 г. в гр. Варна, България. Самобитен художник и пленерист, завършил школи по скулптура, графика и рисуване. Работил е в ателиетата на видни български художници, ученик на Александър Алексиев-Хофарт. Автор на много самостоятелни изложби в страната. Негови платна са притежание на различни частни колекции в много страни по света. Живее и твори във Варна.

## Творчество
В художественото си творчество Огнян Георгиев следва традициите на пейзажната живопис, маринизма, класическия реализъм и руската класическа школа. Изявен художник на българското Черноморие и природните му кътчета. Основните му предпочитания са морски и горски пейзажи.

## Изложби

### Самостоятелни
- 2002 – галерия „Актив Арт“ – Варна
- 2006 – галерия „Актив Арт“ – Варна
- 2011 – галерия „Арт Маркони“ – Варна
- 2013 – галерия „Арт Маркони“ – Варна
- 2014 – галерия „Ровър“ – Пазарджик
- 2014 – галерия „Арт Маркони“ – Варна
- 2015 – галерия „Арт Маркони“ – Варна
- 2016 – галерия „Арт Маркони“ – Варна
- 2017 – галерия „Арт Маркони“ – Варна
- 2017 – галерия „Комплекс Белият кон и Рай“ – Търговище
- 2018 – галерия „Арт Маркони“ – Варна
- 2019 – галерия „Арт Маркони“ – Варна
- 2020 – галерия „Арт Маркони“ – Варна
- 2020 – галерия „Христо Градечлиев“ – Каварна
- 2021 – културен център „Двореца“ – Балчик

### Сборни
- 2009 – галерия „Актив Арт“ – Варна
- 2012 – галерия „Арт Маркони“ – Варна
- 2015 – галерия „Арт Маркони“ – Варна

## Награди
- 2014 – отличие „Най-успешно реализирана изложба за 2014 г.“ – „Отвъд хоризонта“, галерия „Арт Маркони“, гр. Варна, България